# Пас, Пабло
Па́бло Ариэ́ль Пас Га́льо (исп. Pablo Ariel Paz Gallo; род. 27 января 1973, Баия-Бланка, Буэнос-Айрес) — аргентинский футболист, центральный защитник, известный по выступлениям за «Тенерифе» и сборную Аргентины. Участник Олимпийских игр 1996 года в Атланте и чемпионата мира 1998.

## Клубная карьера
Пас начал карьеру в «Ньюэллс Олд Бойз», за который дебютировал в 1993 году. После двух сезонов он перешёл в «Банфилд». В 1997 году Пабло принял приглашение испанского «Тенерифе» и покинул Аргентину. В новом клубе он провёл наиболее успешный период своей карьеры. В 2001 году Пас потерял место в основе и перешёл в английский «Эвертон», но так и не провел за «ирисок» ни одной официальной встречи.
В 2003 году Пас вернулся на родину в «Индепендьенте», но ни там ни в «Вальядолиде» он не смог выйти на прежний уровень. В 2005 году Пабло перешёл в «Атлетико Пасо», после недолгого выступления за клуб, он ещё три сезона выступал за команды низших дивизионов «Кастильо», «Мотриль» и «Серро Рейес». В 2008 году Пас завершил карьеру.

## Международная карьера
В 1996 году в составе сборной Аргентины Пас дошёл до финала Олимпийских игр в Атланте. В 1998 году Пабло попал в заявку национальной команды на Чемпионате мира во Франции. На турнире он был запасным и сыграл только в матче против сборной Хорватии.

## Достижения
Международные
 Аргентина
- Олимпийские игры — 1996